# Bubul
Bubul du village magique (Majin Mura no Bubul, Akira Toriyama, avril 1997) est un manga publié dans Weekly Shonen Jump #22/23.

## Synopsis
Bubul est un jeune monstre qui vit dans une autre dimension. Son monde est peuplé de créatures magiques et monstrueuses. Un jour, Patchi, un voleur venu de la Terre entre dans l'univers de Bubul par un portail et fait sa rencontre. 